# 王遠宜
王遠宜（1570年—1624年），字汝致，號至所，順天府霸州人，明朝政治人物。

## 生平
万历二十五年（1597年）丁酉科順天乡试第九十六名举人，二十九年（1601年）辛丑科進士。兵部觀政，三十年授郓城县知县，三十七年擢工部主事，三十八年考選，四十年授南京广西道御史，四十四年補北廣西道御史，巡盐河东，四十七年巡视光禄寺，天启二年（1622年）六月升太僕寺少卿，三年四月升大理寺右少卿，四年正月升太常寺卿，卒于官，六年赠工部右侍郎。

## 家族
曾祖王龍；祖王宗仁；养父王承賜，庠生；生父王承基，寿官。具慶下。兄深宜，弟晉宜、時宜、逵宜、儁宜。娶胡氏，繼娶侯氏。